# Shin’ya Yajima
Shin’ya Yajima (jap. 矢島 慎也 Yajima Shin’ya; ur. 18 stycznia 1994 w Saitamie) – japoński piłkarz występujący na pozycji pomocnika, zawodnik Gamba Osaka.

## Życiorys

### Kariera klubowa
Od 2012 roku występował w klubach: Urawa Red Diamonds, Fagiano Okayama i Vegalta Sendai.
1 stycznia 2018 podpisał kontrakt z japońskim klubem Gamba Osaka, umowa do 31 stycznia 2020.

### Kariera reprezentacyjna
Był reprezentantem Japonii w kategoriach wiekowych: U-19, U-21 i U-23. Został powołany do kadry na Igrzyska Olimpijskie w 2016 roku.

## Sukcesy

### Klubowe
Urawa Red Diamonds
- Zdobywca drugiego miejsca J.League Division 1: 2014
- Zdobywca drugiego miejsca Pucharu Ligi Japońskiej: 2013
- Zdobywca drugiego miejsca Superpucharu Japonii: 2017
- Zwycięzca Azjatyckiej Ligi Mistrzów: 2017
- Zwycięzca Copa Suruga Bank: 2017

Vegalta Sendai
- Zdobywca drugiego miejsca Pucharu Japonii: 2018

### Reprezentacyjne
Japonia U-23
- Zwycięzca Pucharu Azji U-23: 2016